# Damil (Begonte)
Damil (llamada oficialmente San Salvador de Damil) es una parroquia española del municipio de Begonte, en la provincia de Lugo, Galicia.

## Organización territorial
La parroquia está formada por once entidades de población, constando tres de ellas en el nomenclátor del Instituto Nacional de Estadística español:
- A Casa Nova
- A Ciguñeira (A Cigoñeira)
- As Revoltas
- Baltar
- Cima da Vila (Cima de Vila)
- Feás
- Pereiroa
- O Cantiño
- Os Porrás
- O Vilar
- Romariz

## Demografía
| Gráfica de evolución demográfica de Damil entre 2000 y 2019 |
|                                                             |
| Datos según el nomenclátor publicado por el INE.            |